# Malmö kommunblock
Malmö kommunblock var ett tidigare kommunblock i dåvarande Malmöhus län.

## Administrativ historik
Den 1 januari 1964 grupperades Sveriges 1006 dåvarande kommuner i 282 kommunblock som en förberedelse inför kommunreformen 1971. Malmö kommunblock bildades då av Malmö stad, Svedala köping och landskommunerna Bara, Bunkeflo, Burlöv och Oxie samt delar av landskommunerna Anderslöv (Börringe församling), Månstorp (Törringe och Västra Kärrstorps församlingar) och 
Staffanstorp (Görslövs, Mölleberga, Särslövs och Tottarps församlingar) i dåvarande Malmöhus län. Kommunblocket hade vid bildandet 264 544 invånare.
1967 uppgick Oxie landskommun i Malmö stad medan Anderslövs landskommun delades och Börringe församling fördes till Svedala kommun. Samtidigt delades kommunblocken in i A-regioner och Malmö kommunblock kom då att tillhöra Malmö/Lund/Trelleborgs a-region.
1971 bildades Malmö kommun av Malmö stad och Bunkeflo landskommun samtidigt som Svedala köping samt landskommunerna Bara, Burlöv, Månstorp och Staffanstorp ombildades till motsvarande enhetskommuner.
1974 delades Månstorps kommun och Törringe och Västra Kärrstorps församlingar fördes till Svedala kommun. Samtidigt upplöstes de flesta av kommunblocken i landet och endast tre kommunblock återstod, ett av dessa var Malmö kommunblock.
1977 uppgick Bara kommun i Svedala kommun. Samtidigt med detta upplöstes Malmö kommunblock utan att den tilltänkta blockkommunen hade bildats.